# 柳原光愛
柳原 光愛（やなぎわら みつなる）は、江戸時代末期から明治時代の公卿、華族。柳原家第21代当主。大正天皇の外祖父。三笠宮崇仁親王妃百合子の高祖父。

## 生涯
柳原隆光の子。正二位、権大納言・議奏に任じられた。安政5年（1858年）の廷臣八十八卿列参事件に参加。幕末期は公武合体派として活動。文久3年（1863年）、橋本実梁と共に攘夷成就のために勅使として伊勢神宮に派遣された。山陵修補御用掛に任じられて功績を挙げ、修陵後の慶応元年5月2日（1865年5月26日）に勅使として崇光天皇陵に派遣された。

## 血縁
- 父：柳原隆光
- 母：則子（正親町三条公則の娘）
- 妻：吉田堅子（吉田良長の娘）
  - 男子：柳原光定 - 夭折
- 妻：長谷川歌野（天保3年（1832年） - 明治24年（1891年）4月9日、上賀茂神社の社家・長谷川雪顕の娘）
  - 男子：柳原前光
  - 男子：入江為福
  - 次女：柳原愛子 - 明治天皇権典侍、大正天皇の生母
  - 男子：日野資秀
  - 女子：柳原俊子 - 冷泉為紀夫人
  - 女子：柳原浜 - 堤雄長夫人